# Приступа Дарина Сергіївна
Дари́на Сергі́ївна Присту́па (* 1987) — українська спортсменка-спринтерка, спеціалізувалася в бігу на 200 і 400 метрів та естафеті 4×400 метрів.

## Життєпис
Змагалася на 20-му чемпіонаті Європи з легкої атлетики.
На Чемпіонаті України з легкої атлетики в приміщенні-2010 здобула золоту нагороду у бігу на 200 метрів.
На Чемпіонаті України з легкої атлетики в приміщенні-2011 здобула золоту нагороду у бігу на 400 метрів.
Завоювала золоту медаль на чемпіонаті Європи з легкої атлетики 2012 року в Гельсінкі на естафеті 4 × 400 метрів.
На Чемпіонаті України з легкої атлетики-2013 здобула золоту нагороду у бігу на 200 метрів.
На Чемпіонаті України з легкої атлетики-2014 в естафеті 4/400 метрів представляла команду Донецької області. Вона та Аліна Логвиненко, Вікторія Ткачук й Людмила Потапенко здобули срібні нагороди.
У жовтні 2016 року в неї діагностували лімфому Ходжкіна.